# Fight Club (jogo eletrônico)
Fight Club é um jogo eletrônico de luta baseado no filme Clube da Luta, que foi baseado no romance de mesmo nome por Chuck Palahniuk. Ele foi lançado em 2004 pela Vivendi Universal.

## Jogabilidade
O jogo segue a fórmula padrão do gênero de luta de jogos como Street Fighter II e Tekken. Em uma visão lateral, os jogadores controlam um dos dois personagens que executam vários movimentos de luta até que um é derrotado. Fight Club se estrutura em torno da premissa do filme, onde dois homens se encontram secretamente para lutar uns contra os outros em sua apresentação. No jogo, os jogadores controlam os personagens originais do romance e do filme, tais como Tyler e Bob.
O jogo tenta capturar a sensação forte do filme com lesões infligidas aos jogadores e respingos de sangue em todos os lugares, inclusive na tela.O jogo tenta introduzir muitos novos recursos para o gênero de jogos de luta. Há um modo Hardcore, onde as lesões são realizadas através de uma luta para outra, que podem fazer o jogador ser tão ferido que ele é forçado a se aposentar. O jogo também entra em um modo de mostrar raios-X do personagem para mostrar ossos sendo quebrados. Os movimentos de luta tendem a ser brutalmente violentos, como uma em que o braço do oponente é visivelmente quebrado na altura do cotovelo. Os níveis também são projetados em torno de cenas do filme, como bar do Lou e Rua Paper.

## Elenco
| Personagem         | filme de 1999        | jogo de 2004         |
| ------------------ | -------------------- | -------------------- |
| Robert Paulson     | Meat Loaf            | Meat Loaf            |
| Mecânico           | Holt McCallany       | Holt McCallany       |
| Det. Stern         | Thom Gossom Jr.      | Thom Gossom Jr.      |
| Bartender em Halo  | Michael Shamus Wiles | Michael Shamus Wiles |
| Lou                | Pedro Iacangelo      | Mike Starr           |
| Jack/O Narrador    | Edward Norton        | Dave Wittenberg      |
| Herói              |                      | Justin Gross         |
| Tyler Durden       | Brad Pitt            | Joshua Leonard       |
| Irvin              | Paul Dillon          | David A. Thomas      |
| "Angel Face" Ricky | Jared Leto           | Michael McMillian    |
| Marla Singer       | Helena Bonham Carter | Nika Futterman       |
| Raymond K. Hessel  | Joon Kim             | Emil LIn             |

## Recepção
Após o lançamento, Fight Club foi recebido com recepções negativas. GameRankings e Metacritic deram uma pontuação de 40,11% e 37 de 100 para a versão de Xbox, e 36,84% e 36 de 100 para a de PlayStation 2.
O jogo foi descartado pelos fãs do romance e do filme como uma tentativa de lixar o sucesso da estória para o lucro comercial, e foi universalmente criticado por críticos por seus próprios méritos. Críticos dizem que o jogo copia muito de outros jogos de luta sem trazer nada de novo ao gênero, e tem movimentos repetitivos de luta e pobres de animação. A GameSpot deu a versão Móvel uma pontuação de 4.4 de dez e afirmou que a experiência "carece de tantas formas que é difícil para ele mesmo segurar uma vela para o seu homónimo". O jogo é curto, muito fácil, e o sistema de ataque é desnecessariamente diversificada. Independentemente do seu interesse no assunto, o Fight Club definitivamente não é seu tipo de jogo". IGN deu a mesma versão de uma pontuação de 6,3 de 10 e disse que "só custa cerca de quatro dólares para jogar, mas posso dizer que existem muitas maneiras melhores de gastar quatro dólares agora." No entanto, o mesmo site deu sua versão 3D uma pontuação de 4,1 em 10, e afirmou que ele "não é um jogo muito bom. A mecânica de combate é muito superficial, e nós temos visto agora com Brady Bunch Kung Fu e Medieval Combat, essa luta divertida é realmente possível em um celular. "Junte o jogo maçante com alguns bugs, e não consigo recomendar o Fight Club a ninguém."
O jogo não alcançou o sucesso comercial. No entanto, Abraham Lincoln ficou em quarto lugar na lista dos dez melhores políticos de vídeo games da Electronic Gaming Monthly  por sua aparição em Fight Club para o PlayStation 2. Game Informer colocou Fight Club em número de dez em 2011 na lista "Dez jogos de luta que nós gostaríamos de esquecer".